# Halliwell Hobbes
Pour les articles homonymes, voir Hobbes.
Halliwell Hobbes est un acteur britannique, né le 16 novembre 1877 à Stratford-upon-Avon (Royaume-Uni), et mort d'une crise cardiaque le 20 février 1962 à Santa Monica, en Californie (États-Unis).

## Filmographie

### Années 1920
- 1929 : Lucky in Love : Earl of Balkerry
- 1929 : Jealousy de Jean de Limur : Rigaud

### Années 1930
- 1930 : Grumpy de George Cukor et Cyril Gardner : Ruddick
- 1930 :  Scotland Yard  de William K. Howard : Lord St. Arran
- 1930 : Charley's Aunt (en) : Stephen Spettigue
- 1931 : The Bachelor Father de Robert Z. Leonard : Larkin, the Butler
- 1931 : The Lady Refuses de George Archainbaud : Sir James
- 1931 : The Right of Way de Frank Lloyd : The Siegneur
- 1931 : Five and Ten : Hopkins, Butler
- 1931 : Madame Julie (The Woman Between) : Barton, the Butler
- 1931 : La Faute de Madelon Claudet (The Sin of Madelon Claudet) d'Edgar Selwyn : Roget, Boretti's Butler
- 1931 : La Blonde platine (Platinum Blonde) : Smythe, The Butler
- 1931 : Docteur Jekyll et Mr. Hyde (Dr Jekyll and Mr. Hyde) : Brig. Gen. Danvers Carew
- 1932 : Amour défendu (Forbidden) : Florist
- 1932 : Lovers Courageous : Mr. John Smith
- 1932 : The Menace : Phillips
- 1932 : Love Affair : Kibbee
- 1932 : Devil's Lottery de Sam Taylor : Lord Litchfield
- 1932 : Man About Town : Hilton
- 1932 : Week Ends Only d'Alan Crosland : Martin
- 1932 : Six Hours to Live : Baron Emil von Sturm
- 1932 : Payment Deferred : A Prospective Tenant
- 1932 : Cynara : Coroner at Inquest
- 1933 : Looking Forward : Mr. James Felton
- 1933 : A Study in Scarlet : Malcolm Dearing
- 1933 : Midnight Mary : Churchill, Mary's Butler
- 1933 : Capturé (Captured!) : British Major General
- 1933 : The Masquerader : Brock
- 1933 : Grande Dame d'un jour (Lady for a Day) de Frank Capra : John, le majordome
- 1933 : If I Were Free : Burford, Gordon's Butler
- 1933 : Should Ladies Behave : Louis
- 1933 : Suzanne, c'est moi ! (I Am Suzanne!) de Rowland V. Lee  : Dr Lorenzo
- 1934 : Mandalay : Col. Dawson Ames
- 1934 : Quand une femme aime (Riptide) d'Edmund Goulding : Bollard (Majordome de Rexford)
- 1934 : All Men Are Enemies : Clarendon
- 1934 : Double Door : Mr. Chase
- 1934 : The Key : Général C.O. Furlong
- 1934 : Le Retour de Bulldog Drummond (Bulldog Drummond Strikes Back) : Bobby
- 1934 : Agent britannique (British Agent) de Michael Curtiz : Sir Walter Carrister
- 1934 : Madame DuBarry : Ambassadeur britannique
- 1934 : Résurrection (We Live Again), de Rouben Mamoulian : Official
- 1934 : Menace : Skinner
- 1934 : Father Brown, Detective : Sir Leopold Fischer
- 1935 : The Right to Live : Sir Stephen Barr
- 1935 : Folies Bergère de Paris : Monsieur Paulet
- 1935 : Vanessa: Her Love Story (en) : père de la petite fille
- 1935 : Cardinal Richelieu de Rowland V. Lee : Père Joseph
- 1935 : Jalna de John Cromwell : Oncle Ernest Whiteoaks
- 1935 : Charlie Chan à Shanghaï (Charlie Chan in Shanghai) de James Tinling : Colonel Watkins, chef de la police
- 1935 : Millions in the Air : Theodore
- 1935 : Le Capitaine Blood (Captain Blood) : Lord Sunderland
- 1936 : La Vie de Louis Pasteur (The Story of Louis Pasteur) : Dr Lister
- 1936 : Rose-Marie : Mr. Gordon
- 1936 : Here Comes Trouble (en) de Lewis Seiler : Professor Howard
- 1936 : La Fille de Dracula (Dracula's Daughter) : Hawkins
- 1936 : The Changing of the Guard : Grandfather, the Colonel
- 1936 : Betsy (Hearts Divided) de Frank Borzage : Cambaceres, Napoleon's Counsel
- 1936 : L'Ange blanc (The White Angel) de William Dieterle : Lord Raglan
- 1936 : Spendthrift de Raoul Walsh : Beuhl (butler)
- 1936 : Marie Stuart (Mary of Scotland) : Man
- 1936 : Give Me Your Heart : Oliver Warren
- 1936 : Love Letters of a Star : Hotchkiss
- 1937 : Le Démon sur la ville (Maid of Salem), de Frank Lloyd : Jeremiah
- 1937 : Le Prince et le Pauvre (The Prince and the Pauper) : Archbishop
- 1937 :  La Vie privée du tribun (Parnell) de John M. Stahl : W.H. Smith
- 1937 : Fit for a King : Count Strunsky
- 1937 : La Revue du collège (Varsity Show) de William Keighley : Dean J.M. Meredith
- 1938 : Pacific Liner : Ship Captain Samuel Mathews
- 1938 : The Jury's Secret : John, The Butler
- 1938 : Bulldog Drummond's Peril : Prof. Bernard Goodman
- 1938 : Le Proscrit (Kidnapped) : Dominie Campbell
- 1938 : Vous ne l'emporterez pas avec vous (You Can't Take It with You) de Frank Capra : DePinna
- 1938 : Charles and Mary (TV) : Dudley
- 1938 : Service de Luxe : Butler
- 1938 : Tempête sur le Bengale (Storm Over Bengal) : Sir John galt
- 1938 : Un conte de Noël (A Christmas Carol) d'Edwin L. Marin : Minister
- 1939 : André Hardy millionnaire (The Hardys Ride High) : Dobbs, the Butler
- 1939 : Un homme à la plage (Tell No Tales) : Dr D.A. Lovelake
- 1939 : Fausses Notes (Naughty But Nice) : Dean Burton, Winfield College
- 1939 : Nurse Edith Cavell : British Chaplain
- 1939 : Remember? : William
- 1939 : La Lumière qui s'éteint (The Light That Failed) de William A. Wellman : Docteur

### Années 1940
- 1940 : Le Gangster de Chicago (The Earl of Chicago) de Richard Thorpe : Lord Chancellor
- 1940 : La Valse dans l'ombre (Waterloo Bridge) : Vicar at St. Matthews
- 1940 : L'Aigle des mers (The Sea Hawk) : Astronomer
- 1940 : Third Finger, Left Hand de Robert Z. Leonard : Burton, Sherwood's butler
- 1940 : Lady with Red Hair : Divorce Judge
- 1941 : Lady Hamilton (That Hamilton Woman) : Rev. Nelson
- 1941 : Sunny : Johnson
- 1941 : Le Défunt récalcitrant (Here Comes Mr. Jordan) d’Alexander Hall : Sisk
- 1941 : Dr. Kildare's Wedding Day (en) d'Harold S. Bucquet : Minister
- 1942 : Le Chevalier de la vengeance (Son of Fury: The Story of Benjamin Blake) : Purdy
- 1942 : To be or not to be, jeu dangereux (To Be or Not to Be) : Gen. Armstrong
- 1942 : The War Against Mrs. Hadley : Bennett, The Butler
- 1942 : Journey for Margaret : Mr. Barrie
- 1942 : The Undying Monster : Walton, the butler
- 1943 : Et la vie recommence (Forever and a Day) : The doctor
- 1943 : Sherlock Holmes face à la mort (Sherlock Holmes Faces Death) : Alfred Brunton
- 1943 : Mr. Muggs Steps Out : Charney, the Butler
- 1944 : Hantise (Gaslight) : Mr. Muffin
- 1944 : Femme aimée est toujours jolie (Mr. Skeffington) : Soames, first butler to Fanny
- 1944 : The Invisible Man's Revenge : Cleghorn, the butler
- 1944 : Casanova le petit (Casanova Brown) : Butler
- 1946 : Le Passage du canyon (Canyon Passage) : Clenchfield
- 1947 : Quand vient l'hiver (If Winter Comes) : The Coroner
- 1948 : La Flèche noire (The Black Arrow) de Gordon Douglas : Bishop
- 1948 : L'Extravagante Mlle Dee (You Gotta Stay Happy) : Martin
- 1949 : La Dynastie des Forsyte (That Forsyte woman) : Nicholas Forsyte

### Années 1950
- 1956 : Immortel Amour de Rudolph Maté : Ely B. « Windy » Windgate